# Coenonympha antigone
Coenonympha antigone är en fjärilsart som beskrevs av Igor Kozhanchikov 1936. Coenonympha antigone ingår i släktet Coenonympha och familjen praktfjärilar. Inga underarter finns listade i Catalogue of Life.